# Raymond de Bérenger
Pour les articles homonymes, voir Bérenger.
Raymond-Ismidon-Marie de Bérenger, marquis de Sassenage (22 octobre 1811, Paris - 13 décembre 1875, Paris), est un homme politique français.

## Biographie
Il fut élu député le 1er août 1846 par le 5e collège de l'Isère (Saint-Marcellin) ; il avait obtenu 192 voix sur 367 votants et 400 inscrits, contre 175 à Saint-Romme, candidat de l'opposition démocratique. Membre de la majorité conservatrice, le marquis de Bérenger soutint le ministère Guizot et la royauté de Louis-Philippe. Quand celle-ci sombra, il quitta la vie politique.

### Sources
- « Raymond de Bérenger », dans Adolphe Robert et Gaston Cougny, Dictionnaire des parlementaires français, Edgar Bourloton, 1889-1891 [détail de l’édition]